# Dallas Cup de 2024
O Super Grupo da Dallas Cup de 2024 foi realizado entre os dias 24 e 31 de março, sendo a categoria principal da 45.ª edição deste torneio de futebol masculino sub-19, que ocorreu na cidade de Dallas, no Texas. O São Paulo conquistou o título, o quarto de sua história, ao vencer o FC Dallas na decisão por 3 a 2.

## Formato e participantes
Assim como na edição anterior, o Super Grupo da Dallas Cup de 2024 contou com a participação de 12 clubes, divididos em três grupos. Cada equipe enfrentou os outros integrantes de seu grupo, e os líderes de cada, juntamente com o melhor segundo colocado, avançaram para as semifinais.
| Federação      | Equipe              | Títulos                     | Ref.  |
| -------------- | ------------------- | --------------------------- | ----- |
| Alemanha       | Eintracht Frankfurt | 1 (2011)                    | [ 2 ] |
| Brasil         | Botafogo            | —                           | [ 3 ] |
| Brasil         | São Paulo           | 3 (1995, 2007 e 2009)       | [ 3 ] |
| Canadá         | Toronto FC          | —                           | [ 4 ] |
| Costa Rica     | Alajuelense         | —                           | [ 5 ] |
| Dinamarca      | Midtjylland         | 1 (2023)                    | [ 6 ] |
| Estados Unidos | FC Dallas           | 1 (2017)                    | [ 4 ] |
| Estados Unidos | St. Louis City SC   | —                           | [ 4 ] |
| Inglaterra     | Fulham              | 1 (2013)                    | [ 7 ] |
| México         | Monterrey           | —                           | [ 8 ] |
| México         | Santos Laguna       | —                           | [ 8 ] |
| México         | Tigres UANL         | 4 (2003, 2011, 2018 e 2019) | [ 8 ] |

## Primeira fase
Os primeiros jogos da Dallas Cup de 2024 foram realizados em 24 de março, às 11h30, horário local, no MoneyGram Soccer Park. Ao término da primeira fase, em 27 de março, Botafogo, Fulham e São Paulo garantiram as lideranças de seus respectivos grupos, avançando às semifinais de forma direta. O FC Dallas, por sua vez, se classificou como o melhor segundo colocado.

## Fases finais
No dia 29 de março, as semifinais foram realizadas no Toyota Stadium, em Frisco, subúrbio de Dallas. O primeiro jogo a ser realizado foi entre Fulham e São Paulo, às 17 horas, horário local. O clube brasileiro dominou as ações da partida, criando várias chances de gol, mas marcou apenas uma vez com Ryan Francisco aos 26 minutos. No segundo tempo, Lucas Ferreira ampliou aos 16, e Ryan completou o placar com mais dois gols já nos minutos finais do jogo. Em seguida, o Botafogo enfrentou o FC Dallas e foi surpreendido aos 5 minutos com o gol de Cristian Gallo. O clube alvinegro buscou o empate com Vargas, aos 22 minutos do segundo tempo. No entanto, aos 36, Angel Gael Medrano colocou o clube norte-americano novamente à frente, decretando assim a classificação do Dallas.
Dois dias após a realização das semifinais, FC Dallas e São Paulo enfrentaram-se na decisão, também no Toyota Stadium. O São Paulo iniciou o jogo melhor do que o adversário, marcando o primeiro gol com Lucas Ferreira aos 15 minutos. No término do primeiro tempo, o Dallas contou com os gols de Jared Salazar e Daniel Baran para virar o placar. No segundo tempo, o São Paulo alcançou a virada com gols de Bernardo e Igor, conquistando assim o seu quarto título da Dallas Cup.
|  | Semifinais             | Semifinais |   |  | Final                  | Final |  |
|  |                        |            |   |  |                        |       |  |
|  | Toyota Stadium, Frisco |            |   |  |                        |       |  |
|  | São Paulo              | 4          |   |  |                        |       |  |
|  | Fulham                 | 0          |   |  |                        |       |  |
|  |                        |            |   |  |                        |       |  |
|  |                        |            |   |  | Toyota Stadium, Frisco |       |  |
|  |                        |            |   |  | São Paulo              | 3     |  |
|  |                        | FC Dallas  | 2 |  |                        |       |  |
|  |                        |            |   |  |                        |       |  |
|  |                        |            |   |  |                        |       |  |
|  |                        |            |   |  |                        |       |  |
|  | Toyota Stadium, Frisco |            |   |  |                        |       |  |
|  | Botafogo               | 1          |   |  |                        |       |  |
|  | FC Dallas              | 2          |   |  |                        |       |  |

- As equipes classificadas estão em negrito.

### Gerais
- «Classificação da Primeira Fase da Dallas Cup de 2024» (em inglês). Dallas Cup. Consultado em 31 de março de 2024. Cópia arquivada em 1 de abril de 2024
- «Resultados da Dallas Cup de 2024» (PDF) (em inglês). Dallas Cup. Consultado em 31 de março de 2024. Cópia arquivada (PDF) em 1 de abril de 2024

### Específicas
1. ↑  «São Paulo sub-19 vence Eintracht Frankfurt pela estreia na Dallas Cup». Gazeta Esportiva. 24 de março de 2024. Consultado em 31 de março de 2024. Cópia arquivada em 1 de abril de 2024
2. ↑  «Germany's Eintracht Frankfurt to Send Trio of Teams to 2024 Dallas Cup» (em inglês). Dallas Cup. 1 de dezembro de 2023. Consultado em 31 de março de 2024. Cópia arquivada em 1 de abril de 2024
3. 1 2  «Brazil's São Paulo FC and Botafogo Join 2024 Gordon Jago Super Group Lineup» (em inglês). Dallas Cup. 7 de dezembro de 2023. Consultado em 31 de março de 2024. Cópia arquivada em 1 de abril de 2024
4. 1 2 3  «MLS Academy Sides FC Dallas, Toronto FC, and St. Louis CITY SC to Compete in 2024 Gordon Jago Super Group» (em inglês). Dallas Cup. 29 de fevereiro de 2024. Consultado em 31 de março de 2024. Cópia arquivada em 1 de abril de 2024
5. ↑  «Liga Deportiva Alajuelense Set for Return to the Gordon Jago Super Group» (em inglês). Dallas Cup. 22 de fevereiro de 2024. Consultado em 31 de março de 2024. Cópia arquivada em 1 de abril de 2024
6. ↑  «Denmark's FC Midtjylland to Defend Super Title at the 2024 Dallas Cup presented by Coca-Cola» (em inglês). Dallas Cup. 10 de novembro de 2023. Consultado em 31 de março de 2024. Cópia arquivada em 5 de dezembro de 2023
7. ↑  «Former Super Group Champion Fulham FC Returns to Compete at the 2024 Dallas Cup presented by Coca-Cola» (em inglês). Dallas Cup. 27 de fevereiro de 2024. Consultado em 31 de março de 2024. Cópia arquivada em 1 de abril de 2024
8. 1 2 3  «Liga MX Sides Tigres UANL, CF Monterrey, and Santos Laguna Confirmed for 2024 Gordon Jago Super Group» (em inglês). Dallas Cup. 28 de fevereiro de 2024. Consultado em 31 de março de 2024. Cópia arquivada em 1 de abril de 2024
9. ↑  «Botafogo é o melhor time de fase preliminar em torneio de base dos Estados Unidos; veja tabela». ge. 28 de março de 2024. Consultado em 31 de março de 2024. Cópia arquivada em 29 de março de 2024
10. ↑  «Sub-19 do São Paulo vence Toronto FC e avança às semifinais da Dallas Cup com 100% de aproveitamento». Gazeta Esportiva. 27 de março de 2024. Consultado em 31 de março de 2024
11. ↑  «Semifinal Matchups Set for 2024 Gordon Jago Super Group» (em inglês). Dallas Cup. 27 de março de 2024. Consultado em 31 de março de 2024. Cópia arquivada em 1 de abril de 2024
12. 1 2  Vinicius Fernandes (30 de março de 2024). «São Paulo está novamente na final da Dallas Cup Sub-19». DaBase. Consultado em 31 de março de 2024. Cópia arquivada em 1 de abril de 2024
13. ↑  «São Paulo FC and FC Dallas to Meet in Sunday's 2024 Gordon Jago Super Group Final» (em inglês). Dallas Cup. 29 de março de 2024. Consultado em 31 de março de 2024. Cópia arquivada em 1 de abril de 2024
14. ↑  «São Paulo FC Crowned the 2024 Gordon Jago Super Group Champions to Cap off the 45th Edition of the Tournament» (em inglês). Dallas Cup. 31 de março de 2024. Consultado em 31 de março de 2024. Cópia arquivada em 1 de abril de 2024
15. ↑  «São Paulo conquista o quarto título da Dallas Cup Sub-19» (em inglês). São Paulo Futebol Clube. 31 de março de 2024. Consultado em 31 de março de 2024. Cópia arquivada em 1 de abril de 2024
16. ↑  «São Paulo vence FC Dallas e garante quarto título da Dallas Cup Sub-19». Gazeta Esportiva. 31 de março de 2024. Consultado em 31 de março de 2024. Cópia arquivada em 1 de abril de 2024
17. ↑  Vinicius Fernandes (1 de abril de 2024). «São Paulo conquista título da Dallas Cup Sub-19 pela quarta vez». DaBase. Consultado em 2 de abril de 2024. Cópia arquivada em 2 de abril de 2024